# إغوانة سوداء الصدر
إغوانة سوداء الصدر (الاسم العلمي: Ctenosaura melanosterna) (بالإنجليزية: Black-chested spinytail iguana)‏ هي نوع من الزواحف تتبع جنس الإغوانة شائكة الذيل من الفصيلة الإغوانية. وموطنها الطبيعي في هندوراس.